# Rhytiphora sellata
Rhytiphora sellata là một loài bọ cánh cứng trong họ Cerambycidae.